# 2002년 동계 올림픽 산마리노 선수단
2002년 동계 올림픽 산마리노 선수단은 미국 솔트레이크시티에서 개최된 2002년 동계 올림픽에 참가한 올림픽 산마리노 선수단이다. 지난 대회인 1998년 동계 올림픽에는 불참하였다.
한 명의 선수가 알파인스키 한 종목에만 출전하였으며, 낮은 성적에 그쳤다.

## 알파인스키
남자
| 선수               | 종목   | 1차     | 2차     | 총합    | 총합 |
| 선수               | 종목   | 시간    | 시간    | 시간    | 순위 |
| ------------------ | ------ | ------- | ------- | ------- | ---- |
| 잔 마테오 조르다니 | 대회전 | 1:25.02 | 1:23.29 | 2:48.31 | 57   |